# کاپا تاج شمالی
کاپا تاج شمالی یک ستاره است که در صورت فلکی تاج شمالی قرار دارد.